# درمورتي (غرمسار كرمان)
درمورتي (بالفارسية: درمورتی) هي قرية تقع في إيران في قسم غرمسار الریفي. يقدر عدد سكانها بـ 0 نسمة بحسب إحصاء 2016.